# Eupteryx gafsica
Eupteryx gafsica är en insektsart som beskrevs av Dlabola 1967. Eupteryx gafsica ingår i släktet Eupteryx och familjen dvärgstritar.
Artens utbredningsområde är Tunisien. Inga underarter finns listade i Catalogue of Life.